# Pleszew
Pleszew (niem. Pleschen) – miasto w województwie wielkopolskim, w Kaliskiem, na Wysoczyźnie Kaliskiej, nad Nerem, siedziba powiatu pleszewskiego i gminy Pleszew.
Według danych z 1 stycznia 2019 roku miasto liczyło 17 356 mieszkańców.
Patronem miasta jest św. Jan Chrzciciel.
Pleszew rozwija się w duchu kompaktowości i idei miasta 15-minutowego. Wszystko, co jest potrzebne do życia znajduje się w zasięgu maksymalnie kwadransa od miejsca zamieszkania pieszo, rowerem czy komunikacją miejską. Zgodnie z tą koncepcją w Pleszewie są łatwo dostępne żłobki i przedszkola, przyjazne szkoły, także artystyczne, nowoczesne obiekty sportowe i rekreacji, atrakcyjny rynek mieszkaniowy, zróżnicowana oferta kulturalna, a także wysoki poziom opieki zdrowotnej.

## Położenie
Pleszew leży na Nizinie Południowowielkopolskiej, na Wysoczyźnie Kaliskiej, nad Nerem, około 25 km na północny zachód od Kalisza; położony jest w południowo-wschodniej części historycznej Wielkopolski, w Kaliskiem, do II rozbioru Polski (1793) leżał w województwie kaliskim.

## Nazwa
Etymologia nazwy miasta nawiązuje do słowa plesz, plecha – oznaczające łyse, gołe miejsce położone na bezleśnej wysoczyźnie.

## Historia

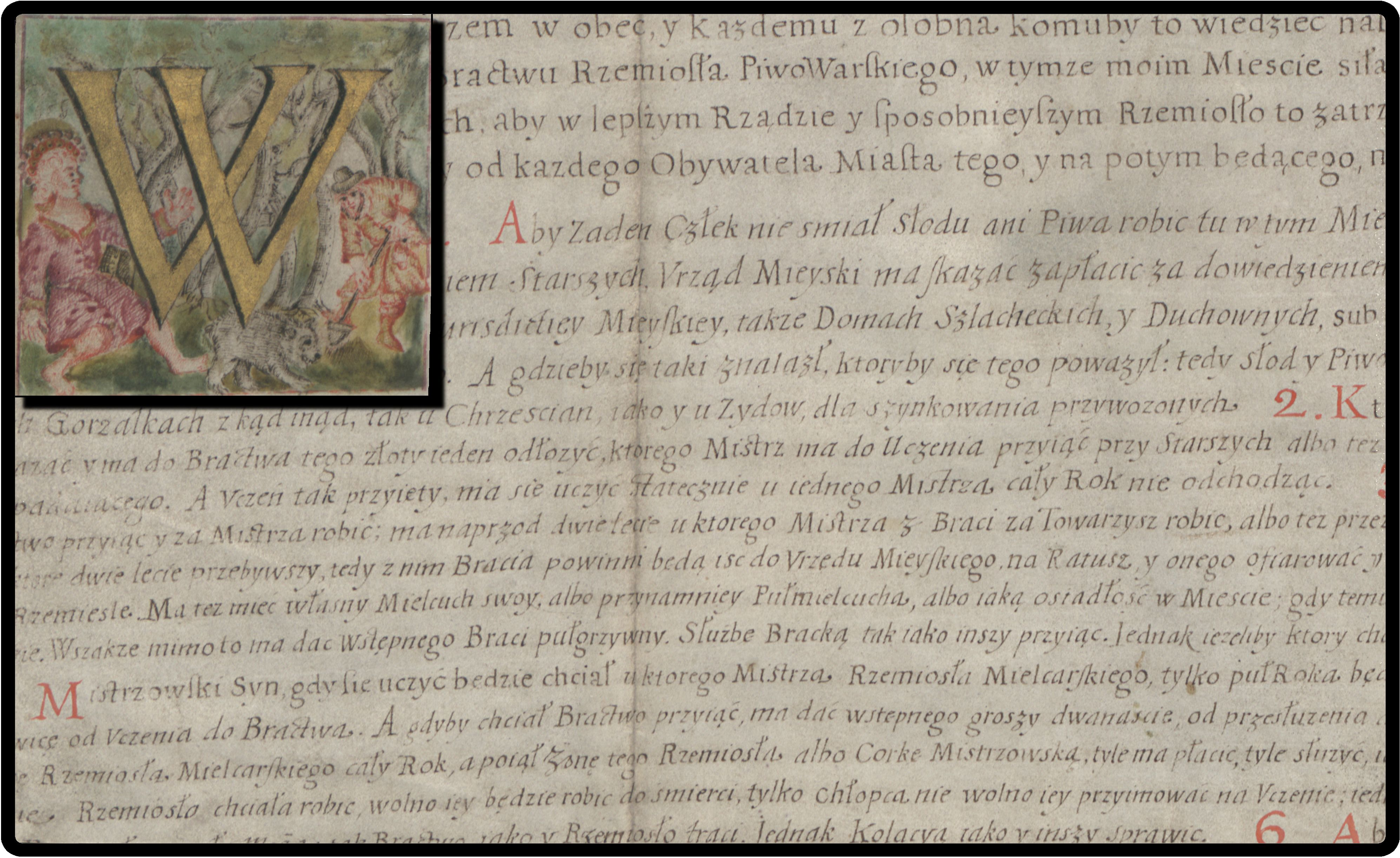
Dokument cechowy z Pleszewa – 1630 r. (miejsce przechowywania: Archiwum Państwowe w Poznaniu).

### Osadnictwo – początki miasta
Początki osadnictwa Pleszewa datowane są na IX w. p.n.e.
Pierwsza wzmianka o mieście (civitas Plessov) pochodzi z 2 października 1283 roku, kiedy to książę wielkopolski Przemysł II objął pod jurysdykcję sądu kaliskiego miasto Pleszew.
Pierwszym odnotowanym (1395) właścicielem miasta był kasztelan Filip z Cielczy – Pleszew był miastem prywatnym.
W okresie średniowiecza było to miasto średniej wielkości. W czasie wojny trzynastoletniej Pleszew wystawił w 1458 roku 12 pieszych na odsiecz oblężonej polskiej załogi Zamku w Malborku. Przywilej króla Jana Olbrachta z 1493 roku zezwalał dwa jarmarki w ciągu roku: na św. Floriana (4 maja) i św. Jana Chrzciciela (29 sierpnia).
Na początku XVI wieku w Pleszewie działało 9 cechów rzemieślniczych. W okresie reformacji miejscowość była ośrodkiem protestantyzmu.

### Od rozbiorów Polski
W 1793 roku w wyniku rozbiorów Polski miasto znalazło się wraz z całą Wielkopolską w zaborze pruskim.
W 1806 roku pożar zniszczył 2/3 miasta m.in. ratusz i kościół. W 1807 roku miasto przynależało do departamentu kaliskiego Księstwa Warszawskiego. Po ustaleniach Kongresu Wiedeńskiego (1815) Pleszew ponownie powrócił do zaboru pruskiego. W 1818 roku utworzono powiat pleszewski obejmujący m.in. miasto Jarocin. W 1831 roku w mieście panowała epidemia cholery. W okresie rewolucji społecznych i narodowych tzw. Wiosny Ludów (1848–1849) pod Pleszewem zlokalizowany był jeden z głównych obozów powstańczych.
W drugiej połowie XIX wieku miasto przeżywało rozwój gospodarczy, założono m.in. zakład budowy i naprawy maszyn rolniczych (1877), zakład kotlarski (1886) oraz drukarnię (1899).
W 1875 roku uruchomiono linię kolejową z Poznania przez Pleszew (stacja w Kowalewie) do Kluczborka.
Mieszkańcy miasta uczestniczyli w powstaniu wielkopolskim (pięć kompanii pleszewskich) w starciach m.in. o Krotoszyn, pod Kobylą Górą i w okolicach Rawicza.
24 stycznia 1945 roku miała miejsce ofensywa Armii Czerwonej.
W 1983 roku w Pleszewie uruchomiono komunikację miejską oraz otwarto muzeum.

## Administracja

### Samorząd
Pleszew jest siedzibą samorządu powiatu pleszewskiego oraz gminy miejsko-wiejskiej Pleszew, oprócz tego w mieście znajduje się siedziba sądu rejonowego i urzędu skarbowego.
Od 2018 roku burmistrzem Pleszewa jest Arkadiusz Ptak (Komitet Wyborczy Miłośnicy Ziemi Pleszewskiej).

### Podział administracyjny
Pleszew podzielony jest na 10 jednostek pomocniczych – osiedli. Wyodrębnione części miasta to Malinie i Nowa Wieś (TERYT).
| Nr | Nazwa osiedla            | Nr | Nazwa Osiedla       |
| -- | ------------------------ | -- | ------------------- |
| 1  | Osiedle Zielone          | 6  | Osiedle Wokół Wieży |
| 2  | Osiedle Wojska Polskiego | 7  | Osiedle Zachodnie   |
| 3  | Osiedle Śródmieście      | 8  | Osiedle Królewskie  |
| 4  | Osiedle Rodzinne         | 9  | Osiedle Reja        |
| 5  | Osiedle Jordanowskie     | 10 | Osiedle Piastowskie |

### Przynależność administracyjna
| Okres     | Flaga  | Państwo               | Jednostka administracyjna | Jednostka administracyjna |
| --------- | ------ | --------------------- | ------------------------- | ------------------------- |
| 1975–1998 | Polska | Rzeczpospolita Polska | województwo kaliskie      | województwo kaliskie      |
| 1999–     | Polska | Rzeczpospolita Polska | województwo wielkopolskie | powiat pleszewski         |

## Demografia

### Ludność
| Liczba mieszkańców Pleszewa według GUS | Liczba mieszkańców Pleszewa według GUS | Liczba mieszkańców Pleszewa według GUS | Liczba mieszkańców Pleszewa według GUS | Liczba mieszkańców Pleszewa według GUS |
| Data (stan na 1 stycznia)              | Liczba ludności                        | Przyrost                               | Gęst. zaludnienia [os./km²]            | Powierzchnia [km²]                     |
| -------------------------------------- | -------------------------------------- | -------------------------------------- | -------------------------------------- | -------------------------------------- |
| 2015                                   | 17 717                                 | –                                      | 1324                                   | 13,38                                  |
| 2016                                   | 17 650                                 | 67                                     | 1319                                   | 13,38                                  |
| 2017                                   | 17 537                                 | 113                                    | 1311                                   | 13,38                                  |
| 2018                                   | 17 437                                 | 100                                    | 1303                                   | 13,38                                  |
| 2019                                   | 17 356                                 | 81                                     | 1297                                   | 13,38                                  |

| Wskaźnik maskulinizacji (stan na 1 stycznia 2018) | Wskaźnik maskulinizacji (stan na 1 stycznia 2018) | Wskaźnik maskulinizacji (stan na 1 stycznia 2018) | Wskaźnik maskulinizacji (stan na 1 stycznia 2018) | Wskaźnik maskulinizacji (stan na 1 stycznia 2018) |
| Opis                                              | Ogółem                                            | Ogółem                                            | Kobiety                                           | Mężczyźni                                         |
| ------------------------------------------------- | ------------------------------------------------- | ------------------------------------------------- | ------------------------------------------------- | ------------------------------------------------- |
| populacja                                         | 17 437                                            | 100%                                              | 51,6%                                             | 48,4%                                             |

## Gospodarka
W Pleszewie znajduje się obszar Wałbrzyskiej Specjalnej Strefy Ekonomicznej. Największe firmy na terenie miasta to:
- Budkot (zakład budowy kotłów),
- Famot Pleszew Sp. z o.o. / DMG MORI (produkcja obrabiarek),
- Florentyna Sp. z o.o. (artykuły gospodarstwa domowego),
- Skup złomu - Delta Jankowski Pluciński Zawada,
- Spomasz Pleszew S.A. (produkcja maszyn i urządzeń dla przemysłu spożywczego),
- Spółdzielnia Metalowców „Kotlarz” (wytwórnia kotłów centralnego ogrzewania).

## Turystyka i zabytki
Synagoga w Pleszewie – synagoga znajdująca się w Pleszewie przy ulicy Ogrodowej. Synagoga została zbudowana w 1830 roku. Podczas II wojny światowej hitlerowcy zdewastowali synagogę. Po zakończeniu wojny budynek synagogi służył jako magazyn.

### Zabytki
| Obiekty wpisane w rejestr zabytków województwa wielkopolskiego: - układ urbanistyczny (XIV–XIX w.); - kościół pw. Ścięcia św. Jana Chrzciciela (XIV w.); - kościół pw. św. Floriana (XV/XVI w.); - ratusz miejski (1835); - pałac Malinie (poł. XIX w.); - dawny Katolicki Dom Sierot (1866); - gmach Liceum Ogólnokształcącego im. St. Staszica (1910); - zajazd (1820–1830), obecnie siedziba Muzeum Regionalnego (1983); - szkoła powszechna (1908–1909). | Pozostałe historyczne obiekty: - kompleks Pleszewskiej Kolei Wąskotorowej; - cmentarz żydowski; - synagoga; - kościół pw. Najświętszego Zbawiciela (1844–1846); - wieża ciśnień (1901); - cmentarz przy ul. Kaliskiej (XIX w.); - dom parafialny im. ks. Piotra Skargi (1934). |

### Turystyka
Przez miasto przebiegają dwa szlaki piesze:
1. Pleszew – Lutynia – Dobrzyca (18 km),
2. Pleszew – Lenartowice – Tursko – Gołuchów (17,4 km).

#### Muzea
- Muzeum Regionalne
- Muzeum Piekarstwa
- Muzeum Zakonne Sióstr Służebniczek Maryi

## Transport

### Transport drogowy

#### Drogi krajowe
- 11 Kołobrzeg – Piła – Poznań – Pleszew – Ostrów Wielkopolski – Lubliniec – Bytom
- 12 Łęknica – Leszno – Pleszew – Kalisz – Radom – Dorohusk

### Transport kolejowy

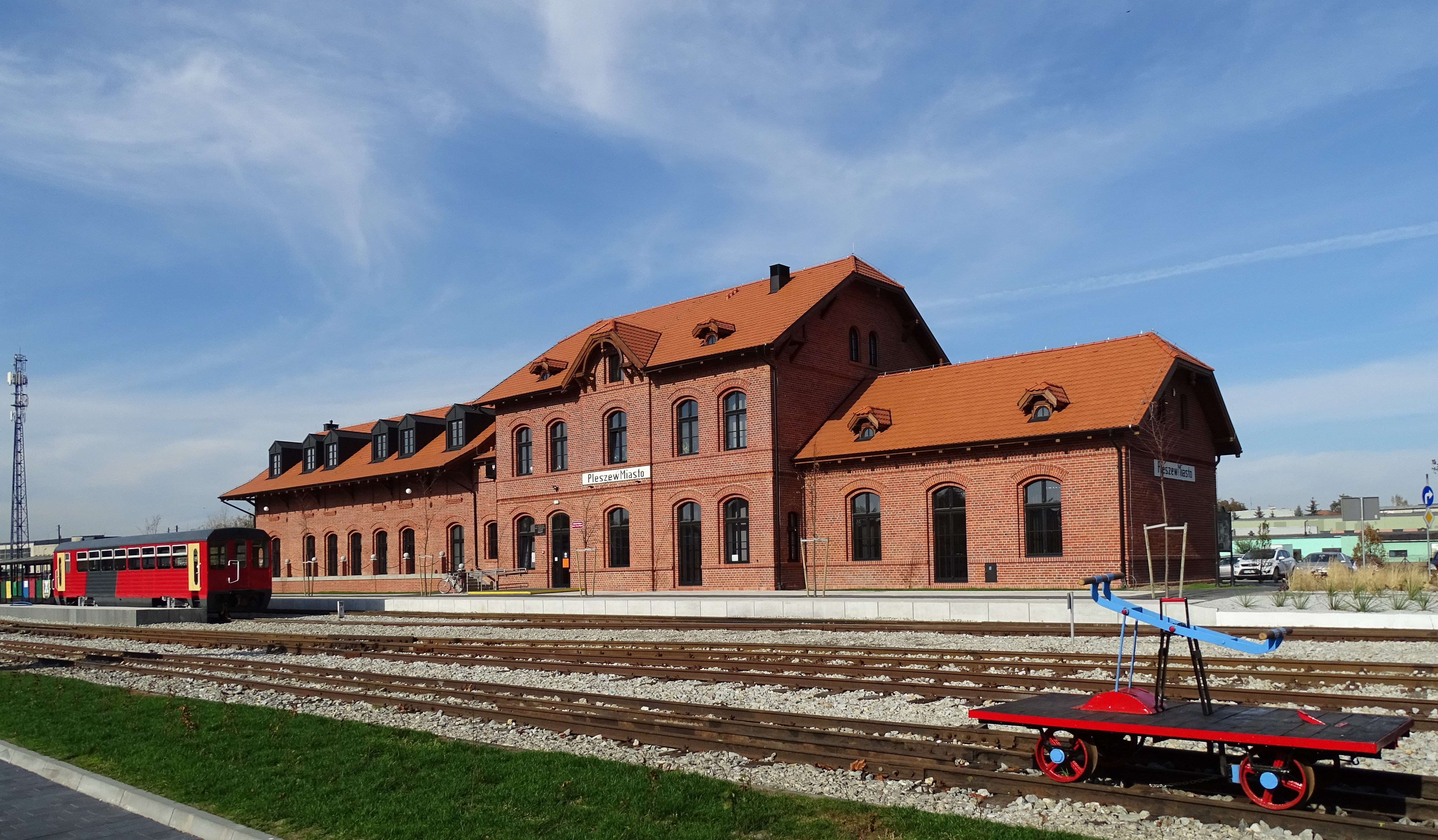
Budynek stacji kolejowej Pleszew Miasto

- 272 Poznań Główny ↔ Pleszew ↔ Ostrów Wielkopolski ↔ Kluczbork

Linię kolei wąskotorowej łączącej Pleszew z Kowalewem (stacja kolejowa Pleszew) położoną ok. 4 km od ścisłego centrum miasta, zbudowano w 1903 roku. Inicjatorem budowy kolei dojazdowej był hrabia Zygmunt Czarnecki. W czasie II wojny światowej linia została wydłużona do Broniszewic. Kolej wąskotorowa funkcjonowała na odcinku Broniszewice ↔ Pleszew Wschód ↔ Pleszew Miasto ↔ Pleszew Wąskotorowy ↔ Dobrzyca ↔ Krotoszyn Wąskotorowy.
W 2006 roku uruchomiono na odcinku z Pleszewa do Kowalewa Pleszewską Kolej Lokalną (przewoźnik Stowarzyszenie Kolejowych Przewozów Lokalnych).

### Transport miejski
Komunikację miejską na terenie miasta obsługują Pleszewskie Linie Autobusowe, na liniach miejskich i podmiejskich m.in. do Gołuchowa, Jarocina (linia P) i Kalisza (linia A). Z Ostrowa Wielkopolskiego kursują do Pleszewa autobusy MZK Ostrów Wielkopolski (linia P); z Jarocina autobusy Jarocińskich Linii Autobusowych (linia PJ).
Od 1 maja 2011 roku Kaliskie Linie Autobusowe zawiesiły wszystkie kursy do Pleszewa.
Od roku 2021 wprowadzono również linie wewnątrzmiejskie P1 i P2.

### Transport lotniczy
Najbliższy międzynarodowy port lotniczy od Pleszewa to port lotniczy Poznań-Ławica (ok. 90 km). W 2014 roku przy ulicy Poznańskiej oddano do użytku sanitarne Lądowisko Pleszew-Szpital dla helikopterów.

## Edukacja

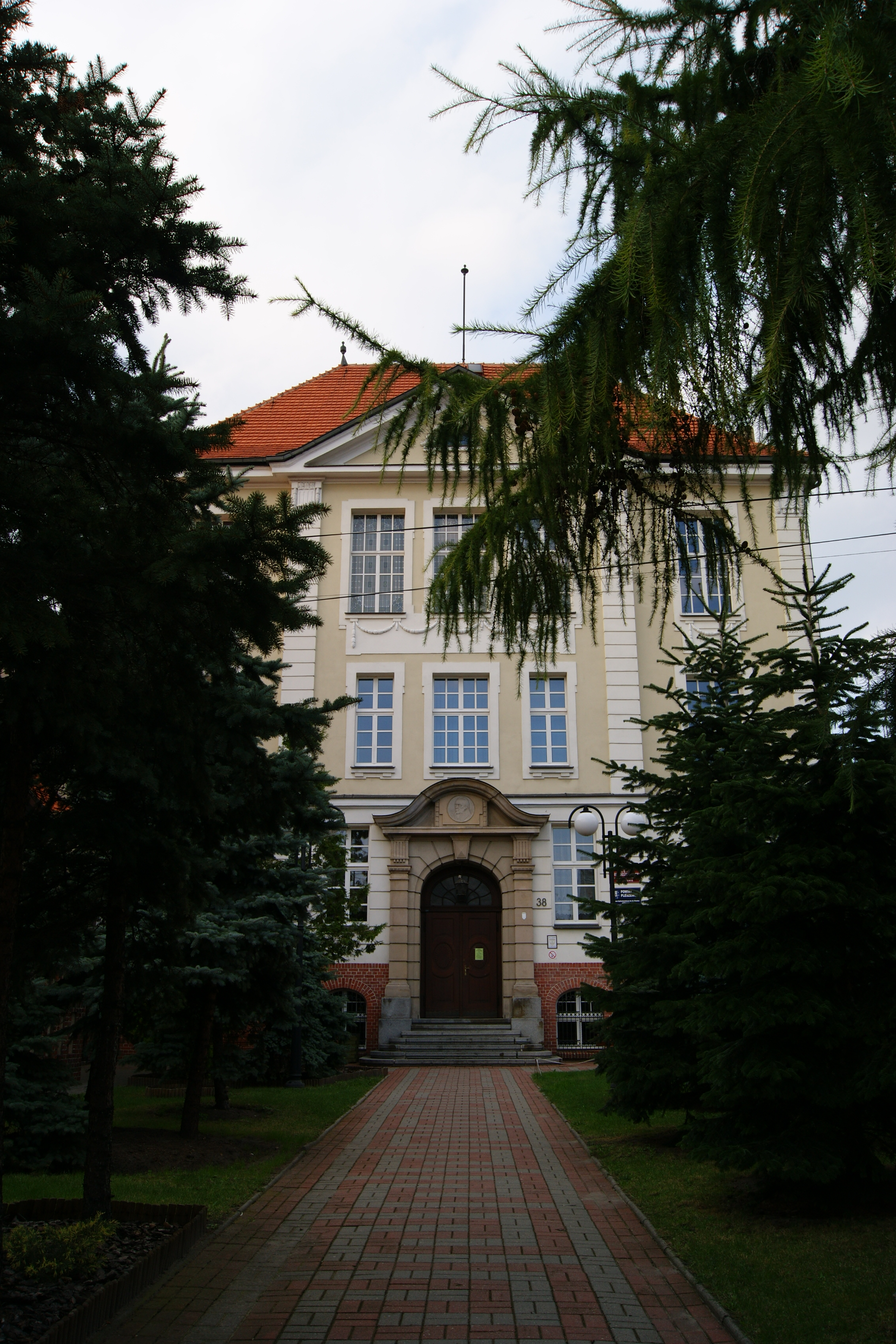
Liceum Ogólnokształcące im. St. Staszica

| Placówki oświatowe na terenie Pleszewa | Placówki oświatowe na terenie Pleszewa                            | Placówki oświatowe na terenie Pleszewa               |
| Placówka                               | Nazwa                                                             | Adres                                                |
| -------------------------------------- | ----------------------------------------------------------------- | ---------------------------------------------------- |
| Żłobek                                 | Niepubliczny Żłobek „Niezapominajka”                              | ul. Podgórna 26                                      |
| Żłobek                                 | Prywatny Żłobek „Tuptuś”                                          | ul. Krzyżowa 10 ul. Poznańska 93 ul. Warneńczyka 26a |
| Przedszkole                            | Publiczne Przedszkole nr 1 „Bajka”                                | ul. Generała Hallera 30                              |
| Przedszkole                            | Publiczne Przedszkole nr 2 im. „Misia Uszatka”                    | ul. Mieszka I 20                                     |
| Przedszkole                            | Publiczne Przedszkole nr 3 „Słoneczne”                            | ul. Al. Wojska Polskiego 1                           |
| Przedszkole                            | Niepubliczne Przedszkole „Pszczółka Maja”                         | ul. Warneńczyka 26                                   |
| Przedszkole                            | Niepubliczne Przedszkole „Ochronka” im. bł. Edmunda Bojanowskiego | ul. Bojanowskiego 1                                  |
| Szkoła podstawowa                      | Szkoła Podstawowa nr 1 im. 70 Pułku Piechoty (w ZSP nr 1)         | ul. Szkolna 5                                        |
| Szkoła podstawowa                      | Szkoła Podstawowa nr 2 im. Królowej Jadwigi (w ZSP nr 2)          | ul. Ogrodowa 2                                       |
| Szkoła podstawowa                      | Szkoła Podstawowa nr 3 im. Powstańców Wielkopolskich              | ul. Bolesława Krzywoustego 4                         |
| Szkoła podstawowa                      | Szkoła Podstawowa w Zespole Placówek Specjalnych                  | ul. Osiedlowa 1                                      |
| Szkoła średnia                         | Liceum Ogólnokształcące im. St. Staszica                          | ul. Poznańska 38                                     |
| Szkoła średnia                         | Niepubliczne Liceum Ogólnokształcące                              | ul. Bolesława Krzywoustego 4                         |
| Szkoła średnia                         | Zespół Szkół Technicznych                                         | ul. Zielona 3                                        |
| Szkoła średnia                         | Zespół Szkół Usługowo–Gospodarczych im. Hipolita Cegielskiego     | ul. Poznańska 36                                     |
| Uniwersytet trzeciego wieku            | Stowarzyszenie „Pleszewski Uniwersytet Trzeciego Wieku”           | ul. Poznańska 34                                     |

## Religia
Pierwsi Żydzi pojawili się na terenie Pleszewa w XVI wieku. W mieście początkowo wystarczało pomieszczenie wynajmowane do celów modlitewnych.
W 1817 r. założono cmentarz żydowski. Na pocz. lat 20. XIX w. powstała gmina żydowska (rabin Elias Guttmacher.) i dom modlitwy, a na pocz. lat 30. XIX w. synagoga. Wówczas miasto zaieszkało ok. 100 rodzin żydowskich. W 1835 r. było to już 757 osób, zatem odsetek był dość znaczący.
Na terenie miasta funkcjonują cztery parafie rzymskokatolickie, które wchodzą w skład dekanatu pleszewskiego. W mieście działa zbór Świadków Jehowy (w tym grupa ukraińskojęzyczna) z Salą Królestwa.

### Kościoły i klasztory
- Kościół Ścięcia św. Jana Chrzciciela w Pleszewie
- Kościół św. Floriana w Pleszewie
- Kościół Najświętszego Zbawiciela w Pleszewie
- Kościół Matki Boskiej Częstochowskiej w Pleszewie
- Zgromadzenie Sióstr Służebniczek Niepokalanego Poczęcia Najświętszej Maryi Panny; Prowincja Pleszewska

## Współpraca
Miasta i gminy partnerskie Pleszewa:

 Saint-Pierre-d’Oléron, Francja 1997
 Morlanwelz, Belgia 2001
 Westerstede, Niemcy 2004

## Ludzie związani z Pleszewem
- Anna Tęczyńska (księżna raciborska)
- Anna Suchocka – działaczka społeczna, narodowa i katolicka, radna Pleszewa, babcia Hanny Suchockiej
- Hanna Suchocka – polska polityk, prawniczka, dyplomatka i nauczycielka akademicka, w latach 1992–1993 prezes Rady Ministrów.
- Andrzej Gulczyński